# 무정부주의자의 사고사

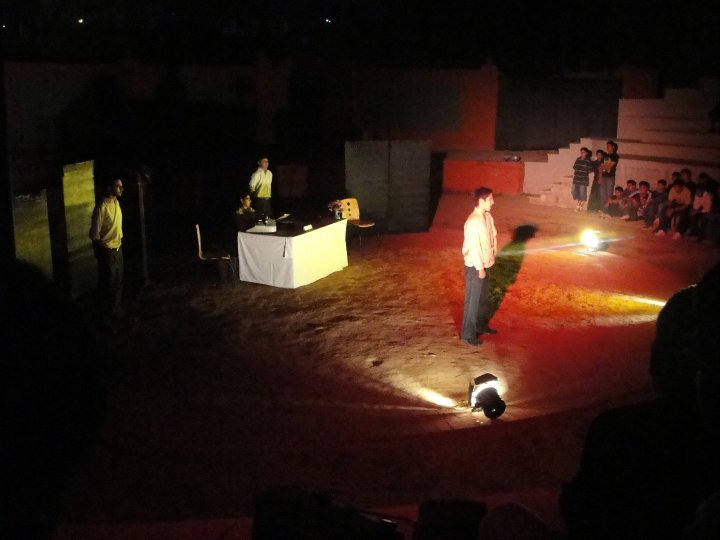

무정부주의자의 사고사(이탈리아어: Morte accidentale di un anarchico, 영어: Accidental Death of an Anarchist)는 극작가 다리오 포의 희곡으로 1970년 초연되었다. 20세기 극장의 고전으로 간주되는 이 작품은 전 세계 40개국 이상에서 공연되었다. 이 희곡은 1969년 피아자 폰타나 폭격에 기반을 둔다. 밀라노에서 한 철도 노동자가 취조 경찰서 창문으로 뛰어내려 사망한 실제 사건이 모티프가 되었다. 다리오 포는 이 작품을 통해 철도 노동자의 죽음이 자살이라는 사법 당국의 발표와는 달리 취조 중에 발생한 의문사라는 의혹을 제기하고 있다. 다리오 포는 사법 살인이라는 무거운 주제를 풍자극 형식에 담아내며 경찰국가, 사법 정의의 허점을 재치 있고 날카롭게 꼬집는다.

## 내용
‘무정부주의자의 그 사건’에 대해 집요하게 캐묻는, 사법부의 고위 관계자로 보이는 한 사내 때문에 경찰서 간부들이 모두 긴장한다. 사내는 경찰 간부들의 빈틈을 파고들며 날카로운 질문 공세를 퍼붓고, ‘무정부주의자의 그 사건’에 감춰진 진실이 경찰 간부들의 입을 통해 하나둘 밝혀진다. 다리오 포의 대표작 ＜무정부주의자의 사고사＞에 나오는 ‘무정부주의자의 그 사건’이란 무정부주의자였던 한 철도 노동자가 폭발 테러범으로 지목되어 취조를 받던 중 경찰서 창문으로 떨어져 죽은 일을 말한다. 당시 사법 당국은 그의 자살이야말로 그가 폭탄 테러의 진범이라는 자백이라며 사건을 덮어 버렸고 언론은 그를 괴물로 몰아붙였다. 그로부터 수년이 지난 뒤 폭탄 테러의 진짜 범인이 잡혔고, 무정부주의자의 죽음도 자살이 아닌 의문의 사고사라는 사실이 밝혀졌다. 대중은 초유의 사법 살인 사건에 분노했다.
다리오 포는 ＜무정부주의자의 사고사＞에서 죄 없는 노동자를 신문하고 죽음에 이르게 한 것도 모자라 사건을 은폐, 조작한 경찰 당국을 조롱하며 신랄하게 풍자한다. 재치 있는 입담으로 경찰 간부들을 쩔쩔매게 만드는 정체불명의 ‘미친 사내’는 분노한 이탈리아 민중을 대변한다. ‘미친 사내’의 기지는 사실을 은폐하려던 경찰의 허점을 폭로하며 공포를 조장해 민중 위에 군림하던 경찰을 한순간 조롱거리로 전락시킨다. 다리오 포는 풍자극을 무기 삼아 경찰 당국의 사법 살인에 강력히 항의한 것이다. 이는 “풍자야말로 민중이 통치자들의 부정부패에 대항하기 위해 사용해 온 가장 효과적인 무기”라고 말해 온 다리오 포의 평소 생각과도 맥을 같이한다. 다리오 포의 ＜무정부주의자의 사고사＞는 이처럼 ‘코메디아델라르테’라는 이탈리아 희극 전통에 기반해 웃음과 풍자로 공권력에 묵직하고 강력한 한 방을 선사한다.
웃음과 풍자로 무장한 ＜무정부주의자의 사고사＞의 진가는 언제 어디서나 현재적인 의미로 해석되어 부정한 권력을 고발하고 비판하는 무기가 될 수 있다는 데 있다. 이는 다리오 포가 ‘풍자의 효과’라고 강조한 바이자 극의 궁극적인 목적이기도 했다. 다리오 포는 이처럼 현대 사회의 부정과 부패, 악습에 포커스를 맞춘 보편적인 주제, 코메디아 델라르테라는 전통적 희극 기법을 계승해 현대적으로 주제를 전달하는 극작 기법, 무엇보다 권력에 대항해 언제나 약자 편에서 그들의 목소리를 대변해 온 노력을 인정받으며 1997년 노벨문학상을 수상한다. 권위에 격렬하게 도전하면서도 예술과 삶을 분리시키지 않고 ‘한쪽 발은 무대에 한쪽 발은 무덤에 걸쳐 놓고 산다’던 다리오 포의 진정성이 인정받은 것이다. ＜무정부주의자의 사고사＞는 이런 다리오 포의 진정성이 발휘된 작품 중 하나다.

## 참고 자료
- Mitchell, Tony (1999). 《Dario Fo: People's Court Jester (Updated and Expanded)》. London: Methuen. ISBN 0-413-73320-3.